# Кабуа, Эмлен
Эмлен Кабуа (англ. Emlain Kabua; 28 февраля 1928, Южный Тихоокеанский мандат — 11 апреля 2023) — вдова первого президента Маршалловых Островов Аматы Кабуа. Во время президентства своего мужа, с 17 ноября 1979 по 19 декабря 1996 года, исполняла роль первой леди.

Флаг Маршалловых Островов, разработанный Кабуа

Она являлась дизайнером государственного флага Маршалловых Островов.
Её сын Дэвид Кабуа (род. 1951), в 2020 году стал 9-м президентом Маршалловых Островов.
Умерла 11 апреля 2023 года.